# Вулька-Лесевська
Вулька-Лесевська (пол. Wólka Lesiewska) — село в Польщі, у гміні Біла-Равська Равського повіту Лодзинського воєводства.
Населення — 157 осіб (2011).
У 1975-1998 роках село належало до Скерневицького воєводства.

## Демографія
Демографічна структура станом на 31 березня 2011 року:
|          | Загалом | Допрацездатний вік | Працездатний вік | Постпрацездатний вік |
| -------- | ------- | ------------------ | ---------------- | -------------------- |
| Чоловіки | 86      | 23                 | 50               | 13                   |
| Жінки    | 71      | 13                 | 39               | 19                   |
| Разом    | 157     | 36                 | 89               | 32                   |